# Geoffrey Barraclough
Geoffrey Barraclough (Bradford, 10 de mayo de 1908-Burford, 26 de diciembre de 1984) fue un historiador británico, considerado una autoridad en la Edad Media y la historia de Alemania.

## Biografía
Fue educado en la Bootham School (1921-1924) de York y en la Bradford Grammar School (1924-1925). Estudió Historia como undergraduate en el Oriel College de la Universidad de Oxford en 1926-1929, pasando los dos años siguientes estudiando en Múnich y Roma. Volvió después a Oxford, donde en el Merton College fue Harmsworth Senior Scholar (1932-1934) y Junior Research Fellow (1934-1936).
Durante la Segunda Guerra Mundial sirvió en el Ministerio de Asuntos Exteriores en Londres (1940) y en la reserva de voluntarios de la Royal Air Force entre 1942 y 1945. Sus conocimientos de alemán contribuyeron a descifrar los informes de la Luftwaffe. En esa época demostró simpatías por la Unión Soviética. Su oposición al levantamiento de Varsovia de 1944 le granjeó críticas de George Orwell entre otros.
Fue Professor of Medieval History de la Universidad de Liverpool en 1945–1956, periodo en el cual vivió en la Seneschal's House de Halton Village. Luego fue Stevenson Research Professor de la Universidad de Londres entre 1956 y 1962 (sucediendo a Arnold J. Toynbee). Se trasladó a Estados Unidos, primero a la Universidad de California (1965-1968), pasando a ser Professor of History de la Brandeis University en 1968-1970 y 1972–1981. Entre 1970 y 1973 fue Chichele Professor of Modern History de la Universidad de Oxford.
Barraclough comenzó su carrera como medievalista, pasando a ser un historiador global de la Edad Contemporánea. Le preocuparon mucho los usos de la historia y su relevancia en el siglo XX. Le parecía que el debate político y las decisiones políticas carecían de visión histórica. Para contribuir a remediarlo, Barraclough desarrolló métodos historiográficos de historia comparada.
Anclando el estudio del pasado en los orígenes de una investigación histórica, mientras que simultáneamente se investigan las áreas contemporáneas más directamente conectadas a esa investigación, su método establece comparaciones entre pasado y presente. Con esta estructura dual de investigación, fue capaz de organizar sus investigaciones buscando hacia atrás en el pasado y hacia adelante en el presente. Buscaba tramas históricas que conectaran el pasado con el presente y discontinuidades que los separaran.
En sus escritos, considera los ciclos económicos y sociales, el comercio y la geografía de imperios y tribus como unidades históricas que siente que conectan más claramente el pasado con el presente, o los combina para acabar en esa continuidad. El uso esos métodos le permite trazar un panorama de la historia mundial, identificando sus alzas, descensos y puntos de inflexión.
Sus primeros dos libros sobre historiografía, History in a Changing World y An Introduction to Contemporary History son colecciones de ensayos. Su autoridad académica le hizo ser editor de The Times Atlas of World History, que sigue revisándose, y editor general de la serie Library of European Civilization publicada por Thames and Hudson desde 1965.

## Obras
- Public Notaries and the Papal Curia (1934)
- Papal Provisions: Aspects of Church History Constitutional, Legal and Administrative in the Later Middle Ages (1935)
- Factors in German History (1946)
- The Origins of Modern Germany (1946)
- Mediaeval Germany 911 - 1250 (1948) essays by German historians, translator
- Crown, Community and Parliament in the Later Middle Ages: Studies in English Constitutional History by Gaillard T. Lapsley  (1951) editor with Helen M. Cam
- The Earldom and County Palatine of Chester (1953)
- History in a Changing World (1955)
- Survey of International Affairs, 1955-1956 (1960) with Rachel F. Wall
- Social Life in Early England (1960)
- Survey of International Affairs, 1956-1958 (1962)
- European Unity in Thought and Action (1963) Vogelenzang Lecture
- Survey of International Affairs, 1959-1960 (1964)
- An Introduction to Contemporary History (1964)
- The Mediaeval Empire - Idea and Reality (1964)
- The Historical Association, 1906-1966 (1967) Presidential Address
- The Medieval Papacy (1968) from the "Library of European Civilization" series
- Eastern and Western Europe in the Middle Ages (1970) from the "Library of European Civilization" series
- Management in a Changing Economy (1976)
- The Crucible of Europe: The Ninth and Tenth Centuries in European History (1976) later as The Crucible of the Middle Ages
- The Times Atlas of World History (1978)
- Main Trends in History (1978)
- The Turning Points in World History (1979)
- The Christian World: A Social and Cultural History of Christianity (1981)
- The Times Concise Atlas of World History (1982)
- From Agadir to Armageddon: Anatomy of a Crisis (1982)
- Charters of the Anglo-Norman Earls of Chester, c.1071-1237 (1988)
- Atlas of World History (1989) with Norman Stone, and later editions and atlases
- The Times History of the World (2001) with Richard Overy